# Xancla

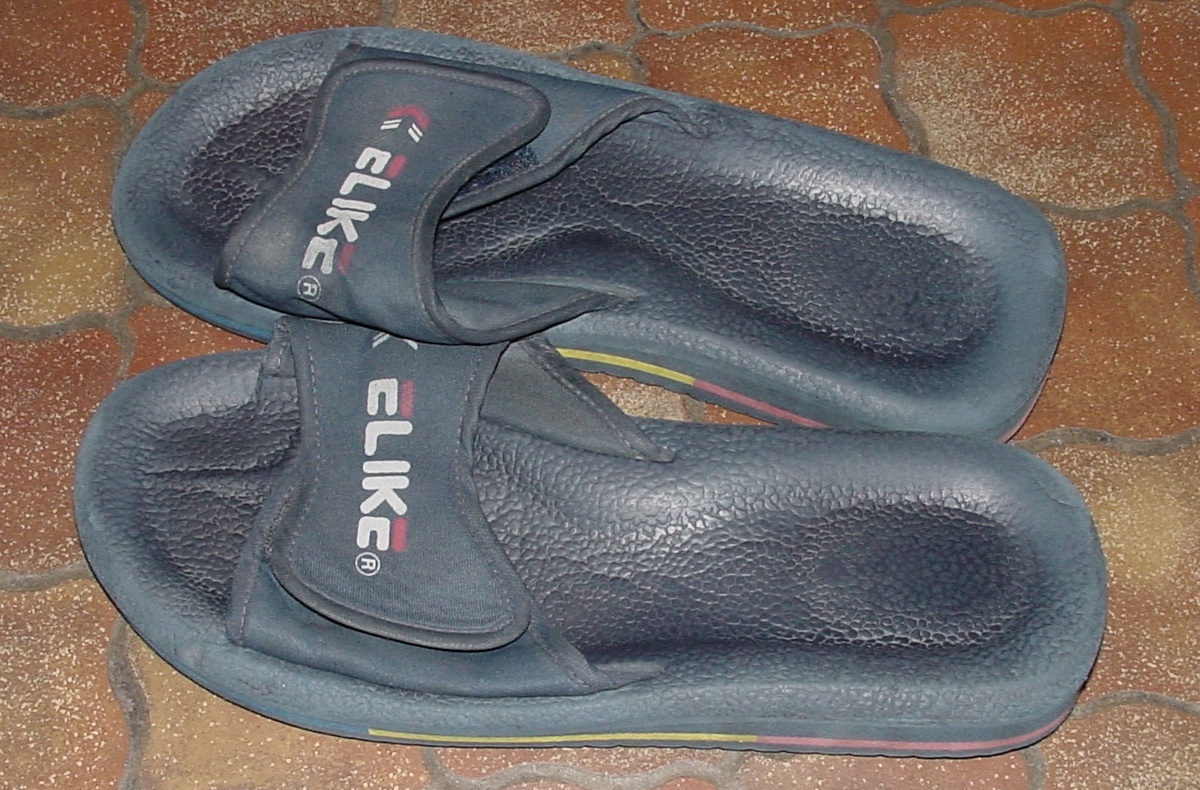
Xancles

La xancla és una plantofa composta de sola i d'una empenya en forma de tira que deixa les puntes dels dits a l'aire; es duu sempre a retaló. És un calcer d'estiu, concebut per a facilitar la transpiració del peu, i és d'ús tant interior com exterior; se'n duen sovint a la platja i a la piscina, alternativament a les xancletes.
El diccionari normatiu no recull aquesta accepció de xancla, mot que tradicionalment solament s'emprava en l'expressió a xancla ('a retaló'); i és evident que es tracta d'un calc de l'espanyol chancla.
N'hi ha versions d'ús femení amb taló lleuger. També hi ha models rígids que s'acosten a la definició d'esclop, si bé se'n distingeixen per deixar la punta dels dits a la vista.
Cal evitar de confondre la xancla amb la 'xancleta'; es tracta de calçamemts força similars, però que es destriem pel sistema de subjecció: empenya en forma de tira, en la xancla; tira en Y entre els dits, en la xancleta.

## Nota
1. ↑  Xancla que és una feminització de xancle ('sobrecalçat').
2. ↑  Avui dia es diu més a xancleta.